# La casa de los famosos Colombia
La casa de los famosos Colombia es un programa de televisión colombiano de telerrealidad producido por Estudios RCN en colaboración con Banijay Entertainment, y emitido por el Canal RCN, que se empezó a emitir en televisión abierta, el 11 de febrero de 2024, conducido por Cristina Hurtado y Carla Giraldo.
Marcelo Cezán se unió a la conducción del programa en la segunda temporada, reemplazando a Hurtado. El programa cuenta con transmisiones las 24 horas a través del sitio web y la aplicación del Canal RCN para Colombia, y en YouTube para algunos países de Latinoamérica. para documentar lo que sucede dentro de la casa. Durante la primera temporada el 24/7 se transmitía por la plataforma, ViX.
La premisa general del programa se basa en el show televisivo de origen neerlandés Big Brother, creado por John de Mol en 1999. Esta es la tercera versión del concurso realizada en Colombia, luego de la producción de dos temporadas de Gran Hermano, transmitidas por los canales Caracol Televisión y Citytv en 2003 y 2012, respectivamente. Sin embargo, es la primera edición de la franquicia desarrollada en el país bajo el concepto de competencia entre celebridades. Además, se trata de una adaptación directa del programa estadounidense homónimo estrenado en 2021 por la cadena Telemundo, siendo a su vez, la segunda versión de este formato llevada a cabo a nivel global, después de la emisión de La casa de los famosos México desde 2023.
La segunda temporada, fue emitida desde el 26 de enero, y finalizó el 9 de junio de 2025. Una tercera temporada está confirmada, programada a estrenarse en 2026.

## Equipo del programa
Presentador/a
     Presentador/a digitales
     Voz del jefe
     Participante
| Presentadores y equipo | Función                                                                   | Temporadas | Temporadas | Ref.         |
| Presentadores y equipo | Función                                                                   | 1          | 2          | Ref.         |
| ---------------------- | ------------------------------------------------------------------------- | ---------- | ---------- | ------------ |
| Carla Giraldo          | Galas en vivo                                                             |            |            | [ 14 ] [ 2 ] |
| Cristina Hurtado       | Galas en vivo                                                             |            |            | [ 15 ]       |
| Marcelo Cezán          | Galas en vivo                                                             |            |            | [ 16 ]       |
| Emmanuel Restrepo      | Contenido digital                                                         |            |            | [ 17 ]       |
| Ornella Sierra         | Contenido digital                                                         |            |            | [ 18 ]       |
| Lina Tejeiro           | Transmisiones a través de ViX: La Previa y El Aftershow                   |            |            | [ 19 ]       |
| Roberto Velásquez      | Transmisiones a través de ViX: La Previa y El Aftershow                   |            |            | [ 20 ]       |
| Karen Sevillano        | Transmisión a través de la web y app de RCN, después de la gala: El After |            |            | [ 21 ]       |
| Vicky Berrío           | Transmisión a través de la web y app de RCN, después de la gala: El After |            |            | [ 22 ]       |
| Lucho Gardeazábal      | Voz en off de «El Jefe»                                                   |            |            | [ 23 ]       |
| Gastón Velandia        | Voz en off de «El Jefe»                                                   |            |            | [ 24 ]       |

## Producción
En julio de 2023, el servicio de streaming, ViX firmó un acuerdo con el Canal RCN para llevar su catálogo de contenido a la plataforma, además de contenido exclusivo, producción original local, y contenidos en ViX antes que en RCN. La construcción de la casa en la que se desarrolla la producción del formato comenzó a finales del año 2023 en las instalaciones de los Estudios RCN, ubicados en la ciudad de Bogotá. El espacio tiene un área de, aproximadamente, 2000 metros cuadrados y está dotado de 40 cámaras distribuidas adecuadamente para filmar, en vivo y en directo, todos los sucesos de convivencia e interacción que ocurran entre los competidores. El 15 de enero de 2024, el canal de televisión panameño, TVN, anunció públicamente su alianza con Canal RCN para la transmisión de la primera temporada del programa en dicho país, contando con un representante propio dentro de la competencia.
En junio de 2024, durante la final de la primera temporada se anunció una segunda temporada, y fue confirmada oficialmente en octubre de 2024, con una fecha de estreno para el 2025. En diciembre del mismo año, se anunció que Carla Giraldo continuaría como presentadora del programa uniéndose a ella, Marcelo Cezán como presentador.
En junio de 2025, durante la final de la segunda temporada se confirmó una tercera temporada, con una fecha de estreno para el 2026.

### Formato
Del mismo modo que en la franquicia internacional Big Brother, La casa de los famosos Colombia sigue a un grupo de concursantes, en este caso, celebridades, que se hospedan dentro de una mansión equipada con todo tipo de espacios y lujos durante un tiempo determinado. En este período, deben enfrentarse a pruebas y retos semanales, tanto de naturaleza física como estratégica, con el propósito de mantenerse en competencia y evitar, de este modo, la eliminación, que se da gracias a la votación del público espectador. Los desafíos varían de acuerdo a su nivel de importancia y están distribuidos de la siguiente manera:
- Prueba de líder: En esta oportunidad, los concursantes se enfrentan entre sí con el objetivo de tomar el liderazgo de la casa, reconocimiento que le brinda al ganador una serie de recompensas y beneficios importantes para el desarrollo del juego.
- Prueba de presupuesto: Esta competencia es de carácter fundamental y se realiza con el propósito de determinar y distribuir los recursos disponibles para los competidores durante toda la semana.
- Nominación: Es una especie de asamblea donde los participantes emiten votos entre sí para definir quién de ellos quedará en riesgo y tendrá que asistir como nominado a la gala de eliminación. Dentro de este proceso, se usan diferentes dinámicas que cambian por semana.
  - Una modalidad llamada nominación espontánea, que otorga una ventaja estratégica, esta puede ser realizada de forma discreta por un habitante, una vez a la semana, donde quién haga uso de ella puede otorgar 3 puntos a un compañero y 2 puntos a otro, sumando un total de 5 puntos. Esta opción está disponible inmediatamente después de la eliminación semanal y se cierra antes del proceso de nominación regular.
- Prueba de beneficio o castigo: Es una dinámica semanal que enfrenta a los participantes en pruebas físicas y mentales para obtener beneficios. Durante la primera temporada el equipo ganador solo recibía premios y recompensas, desde la segunda temporada, el equipo perdedor también debió cumplir castigos.
- Prueba de salvación: Esta competición le brinda a los habitantes la última oportunidad para librar a algún nominado de la eliminación empleando sus propios medios. Desde la segunda temporada, el líder de la semana posee la salvación y los demás habitantes deben competir para robársela.
- Gala de eliminación: Se realiza el último día de la semana y, mediante los votos emitidos por el público del programa, se decide cuál de los nominados debe abandonar la casa y renunciar a la posibilidad de obtener el premio final.

## Temporadas
| Temporada | Temporada | Episodios | Emisión               | Emisión             | Días | Concursantes | Resultados       | Resultados      | Resultados    | Resultados                 |
| Temporada | Temporada | Episodios | Inicio                | Final               | Días | Concursantes | Ganador(a)       | Segundo puesto  | Tercer puesto | Cuarto puesto              |
| --------- | --------- | --------- | --------------------- | ------------------- | ---- | ------------ | ---------------- | --------------- | ------------- | -------------------------- |
|           | 1         | 128       | 11 de febrero de 2024 | 17 de junio de 2024 | 128  | 27           | Karen Sevillano  | Julián Trujillo | Miguel Melfi  | Sebastián González         |
|           | 2         | 134       | 26 de enero de 2025   | 9 de junio de 2025  | 134  | 28           | Andrés Altafulla | Melissa Gate    | Emiro Navarro | Cindy Ávila «Toxi Costeña» |

### Primera temporada (2024)
La primera temporada se comenzó a emitir el 11 de febrero de 2024, ingresando 22 famosos a la casa durante la gala en vivo, donde además se dividieron a los famosos en dos cuartos; el Cielo y el Infierno. A finales de marzo de 2024, se anunció que entrarían nuevos participantes, ocho famosos aspirantes fueron puestos a votación del público, de los cuales solo cuatro lograron entrar.
La temporada concluyó el 17 de junio de 2024, después de 127 días de convivencia y competencia con Karen Sevillano como ganadora de la temporada.

### Segunda temporada (2025)
La segunda temporada se comenzó a emitir el 26 de enero de 2025, ingresando 23 famosos a la casa durante la gala en vivo, donde además se dividieron a los famosos en dos cuartos; Fuego y Agua. El 12 de febrero, ingresó una nueva participante a la casa, la cantante e influencer, Yana Karpova. Asimismo, el 6 de marzo, ingresó el actor y modelo, Sebastián Arias. A finales de marzo, Laura Gonzalez, reconocida influencer, modelo y empresaria; y el cantante, Andrés Altafulla, ingresaron a la competencia. El 7 de abril de 2025, se anunció un intercambio con La casa de los famosos All-Stars donde Melissa Puerta fue seleccionada para el intercambio temporal, trasladándose a la casa All-Stars, el 8 de abril, de la misma manera, Manelyk González, participante del All-Stars fue traída desde su respectiva casa a Colombia, para una estadía de tres días. El 24 de abril, se realiza un reingreso a la competencia mediante un poder de resucitación, que permitió el regreso de la cuarta eliminada, Valentina Ruiz «La Jesuu», a la casa.
La temporada concluyó el 9 de junio de 2025, después de 134 días de convivencia y competencia, siendo el ganador Andrés Altafulla.